# 小野リサ
小野リサ（おの リサ、Lisa Ono、1962年7月29日 - ）は、ブラジル生まれの日本人ボサノヴァ歌手。本名は小野里沙。MSエンタテインメント所属。

## 略歴
ブラジル音楽が好きな父がライブハウスを経営しようと1958年に渡伯。サンパウロで「クラブ一番」という店を営んでいた両親の下、ブラジルで生まれる。日系ブラジル人の幼稚園に通い、日本とブラジルの音楽両方に囲まれて育つ。その後10歳の時に日本に帰って来た。
日本に帰って来てから、父が四谷に「サッシペレレ」というブラジル料理とライブ演奏の店を開いた。中村八大など有名な音楽家や、ブラジル領事館や大使館の人々も訪れるなど、ブラジル文化の発信地となっていた。15歳からギターを弾きながら歌い始め、1987年ごろに曲を作り始めた。
1988年、大貫妙子のプリッシマに参加後、1989年にアルバム『カトピリ』でデビュー。
1991年、アルバム『ナナン』で日本ゴールドディスク大賞のジャズ部門を受賞。翌年、アルバム『ミニーナ』も同大賞を受賞。1995年、ジョアン・ドナートと共に制作されたアルバム『サウダージ』をリリース。同年6月、ジョアン・ドナートと共に全国ツアーを行った。
1998年、アントニオ・カルロス・ジョビンの息子・パウロ・ジョビンと孫・ダニエル・ジョビンと作ったボサノヴァ誕生40周年を記念したアルバム『Bossa Carioca』をリリース。1999年、オスカー・カストロ・ネヴィスを迎えて、アルバム『DREAM』をリリース。
2006年にはフジロック・フェスティバル、2007年にはMIDEM（国際音楽産業見本市）にも出演した。
時期は不明だが、ブラジル人ピアニストのエリオ・セルソ（Hélio Celso）と結婚し、後に離婚。2002年、6歳年下のパーカッショニストの石川智と再婚。2002年に長男、
2004年に二男が誕生している。
2007年9月18日付で、公式サイトにて第3子の懐妊と安定期に入る同年11月初旬までのステージ活動及び音楽活動の中止・延期を発表し、2008年4月に無事出産。その後、石川とは2011年に離婚した。
2013年、ブラジル音楽への献身と日本でのボサノヴァ普及の功績に対し、ブラジル政府からリオブランコ国家勲章の叙勲を受けた。

## ディスコグラフィ

### アルバム
- 1989.10.21 - CATUPIRY / カトピリ　（MIDI）
- 1990.04.21 - NaNã / ナナン
- 1991.07.21 - menina / ミニーナ　（BMGビクターに移籍）
- 1992.06.21 - SERENATA CARIOCA / セレナータ・カリオカ
- 1993.01.21 - Namorada / ナモラーダ　（ミニ・アルバム）
- 1994.06.22 - Esperanca / エスペランサ
- 1995.04.21 - Minha Saudade / サウダージ
- 1996.11.21 - RIO BOSSA / リオ・ボッサ
- 1997.11.19 - ESSENCIA / エッセンシア　（東芝EMIに移籍）
- 1998.07.16 - BOSSA CARIOCA / ボッサ・カリオカ
- 1999.06.23 - DREAM / ドリーム
- 2000.07.05 - pretty world / プリティ・ワールド
- 2000.11.16 - Boas Festas / ボアス・フェスタス（クリスマスアルバム）
- 2001.07.11 - Bossa Hula Nova / ボッサ・フラ・ノヴァ
- 2002.07.10 - Questa Bossa Mia... / クエスタ・ボッサ・ミーア　（コピーコントロールCD）
- 2003.07.16 - DANS MON ILE / ダン・モニール　（コピーコントロールCD）
- 2004.06.23 - NAIMA～meu anjo～ / ナイマ～メウ・アンジョ～
- 2004.11.17 - Boas Festas2～Feliz Natal～ / ボアス・フェスタス～フェリース・ナタウ～（クリスマスアルバム第二弾）
- 2005.06.29 - Romance Latino vol.1 / ロマンセ・ラティーノ vol.1
- 2005.07.27 - Romance Latino vol.2 / ロマンセ・ラティーノ vol.2
- 2005.08.24 - Romance Latino vol.3 / ロマンセ・ラティーノ vol.3
- 2006.07.12 - Jambalaya - Bossa Americana- / ジャンバラヤ ～ボッサ・アメリカーナ～
- 2007.07.11 - Soul & Bossa / ソウル＆ボッサ　（エイベックスに移籍）
- 2007.11.21 - Music Of Antonio Carlos Jobim: Ipanema
- 2009.03.04 - Cheek To Cheek -Jazz Standards from RIO-
- 2009.03.04 - Look To The Rainbow -Jazz Standards from L.A.-
- 2010.02.24 - ASIA
- 2011.10.26 - Japão　（ドリーミュージックに移籍）
- 2013.06.19 - Japão2（ジャポン ドイス）
- 2014.05.21 - Brasil
- 2014.09.14 - Japao 3
- 2015.07.01 - My Favorite Songs
- 2016.04.27 - Dancing Bossa
- 2019.01.30 - ISLAND CAFE feat. Lisa Ono II
- 2019.12.04 - 愛から愛へ 〜愛の讃歌〜

なおコピーコントロールCDで発売された2作品は2008年5月に通常のCD-DAで再発売。

### ベスト・アルバム
- 1991.11.21 - O Melhor De Lisa / オ・メリョール・ジ・リサ　（MIDI時代のベスト）
- 1997.06.28 - AMIGOS / アミーゴス
- 1998.06.24 - Selecao / セレソン　（BMG時代のベスト）
- 2000.02.23 - Colecao～the collection / コレソン～ザ・コレクション
- 2002.03.06 - Ono Lisa Best 1997-2001　（EMI時代前半のベスト）
- 2005.12.07 - Romance Latino Selection / ロマンセ・ラティーノ・セレクション
- 2008.05.21 - Ono Lisa Best 2002-2006　（EMI時代後半のベスト）
- 2008.05.21 - Ono Lisa Best 1989-1996　（MIDI・BMG時代の再編集ベスト）
- 2010.04.07 - おとなツインベスト （EMI時代の二枚組ベスト）
- 2010.07.07 - COMPLETE BEST (二枚組）
- 2012.07.04 - Laguna Azul summer time collection / ラグーナ・アズール (本人監修夏のためのセレクト二枚組）
- 2014.04.23 - LISA CAFE~Tempo Feliz~
- 2019.01.30 - LISA CAFE II 〜 Japão especial

Ono Lisa Best3作品はジャケットが色違いで、関連性のある作品となっている。

### シングル
- 1989.02.21 - YOU'RE SO UNIQUE
- 1989.10.21 - 星の散歩（PASSEIO NAS ESTRELAS）
- 1990.04.10 - モルセガ～南からの贈り物（MORCEGA）
- 1991.07.21 - CLEA
- 1992.04.21 - FLOR DO CAMPO
- 1994.06.22 - SAMBA DE ENREDO
- 1997.11.07 - シ・ア・ワ・セ
- 1998.07.08 - 私はカリオカ
- 2006.06.14 - Take Me Home Country Roads

### ビデオ作品
- 1992.04.08 - ミニーナ コンサート
- 1992.00.00 - Peace Bossa　（映像監督・中野裕之、DVD化の際「サンバの物語」ビデオ・クリップ追加収録）
- 2003.09.03 - Video Clips 1998-2003
- 2006.10.10 - 2007 Sunset Bossa: Tribute To Antonio Carlos Jobim

### タイアップ
- 「PLAISIR D’AMOUR」 - 映画『王妃の館』エンディングテーマ[7]

### 参加作品
- 1988 - PURISSIMA（大貫妙子）
- 2001.11.14 - Sweet,bitter sweet～YUMING BALLAD BEST
  - DISC2-16.あの日にかえりたい （アコースティックギター演奏＆バックコーラスを担当）
- 2002.12.12 - Queen's Fellows：yuming 30th anniversary cover album （松任谷由実 トリビュートアルバム）
  - 07.あの日にかえりたい（本人曰く「日本語の歌詞は難しい」）
- 2004.11.10 - YOSUI TRIBUTE （井上陽水 トリビュートアルバム）
  - 05.いっそセレナーデ
- 2015.09.30 - 男と女5（稲垣潤一デュエットカバーアルバム）
  - 06.ひこうき雲

### 小野リサへのトリビュートアルバム
- 2004.05.26 - Amigos Cantam LISA　（コピーコントロールCD）

なおコピーコントロールCDで発売されたものの、2008年5月に通常のCDDAで再発売。

## 関連書籍
- 大島守著「ボサ・ノヴァが流れる午後～小野リサの副読本（マニュアルブック）～」（中央アート出版社）
- 小野リサ「フェリシダージ」（情報センター出版局）

## 出演

### テレビ
- ときめき夢サウンド(NHK総合)
- 青春のポップス(NHK総合)
- 音遊人 (2006年7月8日・2005年12月17日、テレビ東京)
- J-MELO Vol.10（2009年8月9日、NHK総合)
- SONGS 第14回 (2007年8月1日、NHK総合)[8]、他歌手の回でもナレーションを複数回担当
- バナナ♪ゼロミュージック (NHK総合) - ご当地ソングクイズ出題者(不定期出演)
- 旅のチカラ「二つの祖国を結ぶ魂の歌 小野リサ ポルトガル」（2012年2月28日、NHK BSプレミアム）
- 井上陽水 空想ハイウェイ -ActⅢ マスカレードでトリビュートな夜 -（2012年6月13日、NHK BSプレミアム）
- グレーテルのかまど「小野リサのブラジル菓子・ブリガデイロ」（2014年5月30日、NHK教育）
- 大越健介 激動の世界をゆく「リオ五輪間近!ブラジルの光と影」（2016年1月31日、NHK総合）
- 花は咲くポルトガル語版 （2021年NHKワールド）[9]

### ラジオ
- SAUDE! SAUDADE...（J-WAVE、2001年10月 - 2010年3月、毎月最終週ナビゲーター。滝川クリステル産休中の代理として2020年1月5日 -  3月29日）

### CM
- アサヒビール「アサヒ ザ・マスター」（2009年 - ）